# 7669 Малше
7669 Малше (7669 Malše) — астероїд головного поясу, відкритий 4 серпня 1995 року.
Тіссеранів параметр щодо Юпітера — 3,304.